# 제과용 초콜릿

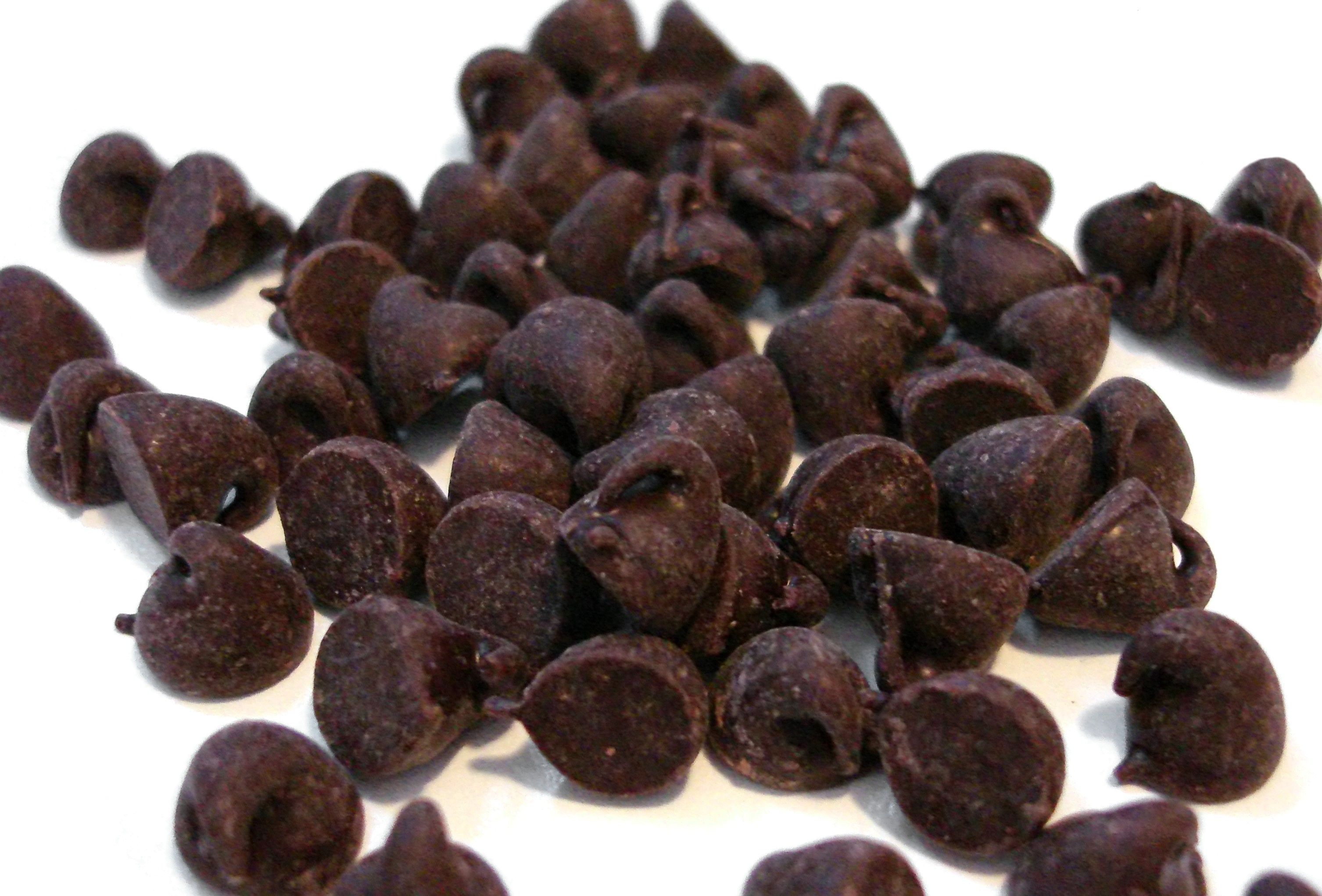
제과용 초콜릿 칩

제과용 초콜릿(製菓用chocolate, 영어: baking chocolate) 또는 요리용 초콜릿(料理用chocolate, 영어: cooking chocolate)은 제과나 요리에 사용되는 초콜릿이다. 일반 소비자용 초콜릿과 달리 달지 않거나 단맛을 용도에 따라 조절할 수 있다. 카카오 매스를 바 형태나 칩 형태로 생산하며, 카카오버터를 쓰지 않고 다른 지방을 넣어 만드는 경우 템퍼링(온도 조절)이 필요하지 않기도 하다.